# Birch Lake (Minnesota)
Birch Lake es un territorio no organizado ubicado en el condado de St. Louis en el estado estadounidense de Minnesota. En el Censo de 2010 tenía una población de 505 habitantes y una densidad poblacional de 1,84 personas por km².

## Geografía
Birch Lake se encuentra ubicado en las coordenadas 47°45′40″N 91°58′52″O / 47.76111, -91.98111. Según la Oficina del Censo de los Estados Unidos, Birch Lake tiene una superficie total de 274.15 km², de la cual 236.44 km² corresponden a tierra firme y (13.75%) 37.7 km² es agua.

## Demografía
Según el censo de 2010, había 505 personas residiendo en Birch Lake. La densidad de población era de 1,84 hab./km². De los 505 habitantes, Birch Lake estaba compuesto por el 98.42% blancos, el 0% eran afroamericanos, el 0.2% eran amerindios, el 0% eran asiáticos, el 0% eran isleños del Pacífico, el 0% eran de otras razas y el 1.39% pertenecían a dos o más razas. Del total de la población el 0.2% eran hispanos o latinos de cualquier raza.